# Àcid megatomoic
L'àcid megatomoic, el qual nom sistemàtic és àcid (3E,5Z)-tetradecan-3,5-dienoic, és un àcid carboxílic de cadena lineal amb catorze àtoms de carboni i dos dobles enllaços conjugats situats als carbonis 3-4 i 5-6, trans i cis respectivament, la qual fórmula molecular és {\displaystyle {\ce {C14H24O2}}}. En bioquímica és considerat un àcid gras.

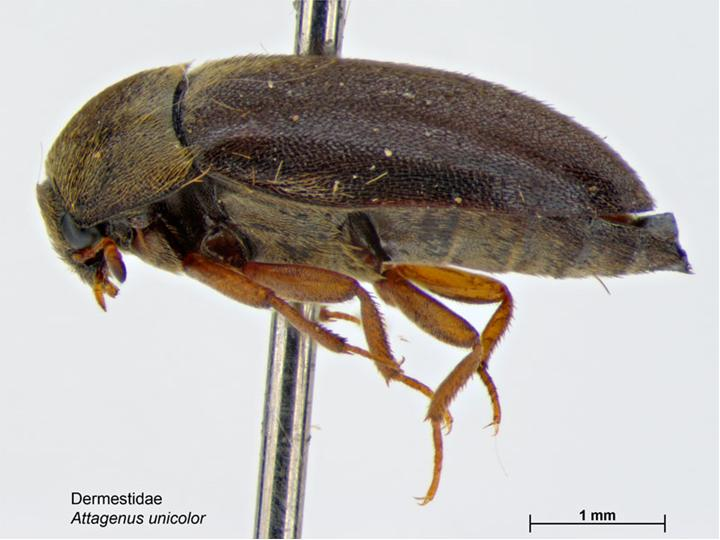
Attagenus unicolor o Attagenus megatoma

Fou aïllat per primer cop el 1967 per Robert M. Silverstein i col·laboradors de l'escarabat Attagenus megatoma (Fabricius) (anomenat també A. unicolor i A. piceus), i identificat com el principal component de les feromones sexuals de les femelles d'aquest insecte. L'anomenaren àcid megatomoic a partir del nom de l'espècie, megatoma.